# Bastianøyane
Les Bastianøyane sont un archipel inhabité de Norvège, dans le Nord-Est du Svalbard, dans le sud du Détroit d'Hinlopen. 

## Géographie
L'archipel est situé  quelques kilomètres au sud-est de Wilhelmøya, entre le côte est du Spitzberg et la côte sud-ouest du Nordaustlandet.
Les deux îles principales de l'archipel sont Langeøya et Kiepertøya. Les autres îles composant l'archipel sont :
- Pescheløya
- Konerøya
- Geograføya
- Klödenøya
- Deegenøya
- Ehrenbergøya

Enfin il existe d'autres îles plus petites et des rochers non nommés, tout comme le sont d'ailleurs les points culminants de chacune des îles de l'archipel.
Au sud des Bastianøyane se trouve l'archipel des Rønnbeckøyane.

## Géologie
La plupart de ces îles sont formées de falaises de basalte avec pour certaines d'entre elles des bancs de sable séparant les falaises.

## Histoire
L'archipel a été découvert en 1867 par Nils Fredrik Rønnbeck, un explorateur polaire suédo-norvégien, le premier à réussir à faire le tour du Spitzberg en bateau.
Les îles de l'archipel ont été nommées lors de la première expédition polaire allemande en 1868 menée par Carl Koldewey.
L'archipel est ainsi nommé en référence à Adolf Bastian, polymathe allemand (1826-1905).
Depuis 1973, l'archipel fait partie de la réserve naturelle de Nordaust-Svalbard.

## Faune
La faune de l'archipel se résume principalement aux ours polaires.